# Império Aquemênida
O Império Aquemênida (português brasileiro) ou Aqueménida (português europeu) (em persa antigo: Parsā; em persa: هخامنشیان; romaniz.: Hakhāmanishiya ou دودمان هخامنشي, Dudmān Hakhâmaneshi; c. 550–330 a.C.), por vezes referido como Primeiro Império Persa, foi um império iraniano situado no sudoeste da Ásia e Ásia Central, e fundado no século VI a.C. por Ciro, o Grande, que derrubou a Confederação Meda. Expandiu-se a ponto de chegar a dominar partes importantes do mundo antigo; por volta do ano 500 a.C. estendia-se do vale do Indo, no leste, à Trácia e Macedônia, na fronteira nordeste da Grécia — o que fazia dele o maior império a ter existido até então. O Império Aquemênida posteriormente também controlaria o Egito. Era governado através de uma série de monarcas, que unificaram suas diferentes tribos e nacionalidades construindo um complexo sistema de estradas. Denominando-se Parsa, do nome tribal ariano Parsua, os persas fixaram-se numa terra que também denominaram Parsua, que fazia fronteira a leste com o rio Tigre, e, ao sul, com o golfo Pérsico. Este tornou-se o centro nevrálgico do império durante toda a sua duração. Foi a partir desta região que Ciro, o Grande partiu para derrotar os impérios Medo, Lídio e Babilônico, abrindo o caminho para as conquistas posteriores do Egito e Ásia Menor.
No ápice de seu poder, após a conquista do Egito, o império abrangia aproximadamente oito milhões de quilômetros quadrados situados em três continentes: Ásia, África e Europa. Em sua maior extensão, fizeram parte do império os territórios atuais do Irã, Turquia, parte da Ásia Central, Paquistão, Trácia e Macedônia, boa parte dos territórios litorâneos do Mar Negro, Afeganistão, Iraque, o norte da Arábia Saudita, Jordânia, Israel, Líbano, Síria, bem como todos os centros populacionais importantes do Antigo Egito até às fronteiras da Líbia. É célebre na história ocidental como o tradicional inimigo das cidades-estado gregas durante as Guerras Greco-Persas, pela emancipação dos escravos, incluindo o povo judeu, de seu cativeiro na Babilônia, e pela instituição de infra-estruturas como um sistema postal, viário, e pela utilização de um idioma oficial por todos os seus territórios. O império tinha uma administração centralizada e burocrática, sob o comando de um imperador e um enorme número de soldados profissionais e funcionários públicos, o que inspirou desenvolvimentos semelhantes em impérios posteriores.
O ponto de vista tradicional é de que as vastas extensões e extraordinária diversidade etnocultural do Império Persa acabaria por provocar a sua derrocada, à medida que a delegação de poder aos governos locais acabaria por enfraquecer a autoridade central do rei, fazendo com que muita energia e recursos tivesse de ser gastas nas tentativas de subjugar rebeliões locais. Tal fato tem servido historicamente para explicar o porquê de Alexandre, o Grande (Alexandre III da Macedônia), ao invadir a Pérsia em 334 a.C., ter se deparado com um reino pouco unido, comandado por um monarca enfraquecido, facilmente destruído. Este ponto de vista, no entanto, vem sendo questionado por alguns estudiosos modernos, que argumentam que o Império Aquemênida não se encontrava em crise no período de Alexandre, e que apenas as disputas internas pela sucessão monárquica dentro da própria família aquemênida é que causavam algum enfraquecimento no império. Alexandre, grande admirador de Ciro, o Grande, acabaria por provocar o colapso do império e sua subsequente fragmentação, por volta de 330 a.C., gerando o Reino Ptolemaico, o Império Selêucida e diversos outros territórios de menor extensão, que à época também conquistaram sua independência. A cultura iraniana do planalto central, no entanto, continuou a florescer e voltou a conquistar o poder na região no século II a.C.
O legado histórico do Império Aquemênida, no entanto, foi muito além de suas influências territoriais e militares, e deixou marcas importantes no cenário cultural, social, tecnológico e religioso da época. Diversos atenienses adotaram costumes aquemênidas em suas vidas diárias, numa troca cultural recíproca, e muitos foram empregados ou aliados dos reis persas. O impacto do chamado Édito de Ciro, o Grande, foi mencionado nos textos judaico-cristãos, e o império foi fundamental na difusão do zoroastrianismo por grande parte da Ásia, até à China. Mesmo Alexandre, o Grande, o homem que acabaria por conquistar este vasto império, respeitou seus costumes e impôs o respeito aos reis persas (incluindo Ciro), e até mesmo adotou o costume real persa da prosquínese, apesar da forte desaprovação de seus compatriotas macedônios. O Império Persa também daria a tônica da política, herança e história da Pérsia moderna (atual Irã). A influência também se estendeu sobre antigos territórios da Pérsia que se tornaram conhecidos posteriormente como Grande Pérsia. Um dos feitos notáveis de engenharia do império é o sistema de gestão de água conhecido como Qanat, cuja seção mais antiga tem mais de 3 000 anos e 71 quilômetros. Estima-se que em 480 a.C. vivessem 50 milhões de pessoas no Império Aquemênida, cerca de 44% da população mundial da época, fazendo dele o maior império de todos os tempos em termos de porcentagem populacional.

## História

### Origem
| “ | "A nação persa contém diversas tribos, como listado aqui. […]: os pasárgadas, maráfios, e máspios, de qual dependem todas as outras tribos. Destes, os mais importantes são os pasárgadas; eles contêm o clã dos aquemênidas, do qual vieram todos os reis pérseos. Outras tribos são os pantialeus, derúsios, germânios, todos estes fixos à terra, e o restante — os daios, mardos, drópicos, sagárcios, são nômades." | ” |
|   | — Heródoto, Histórias, 1.101, 125. |   |

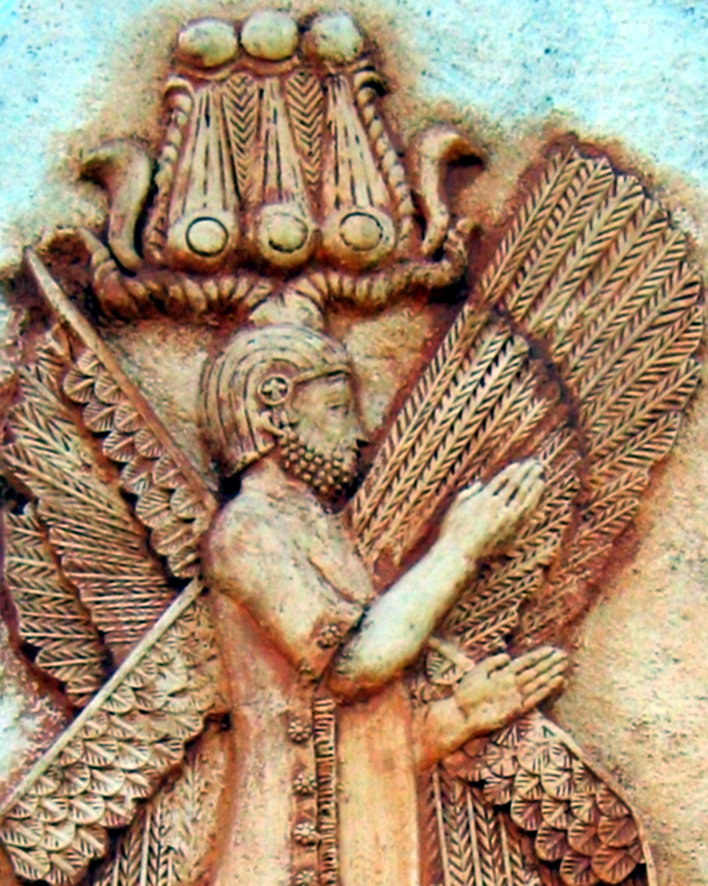
Representação de

O Império Persa recebeu seu nome da tribo indo-europeia chamada Parsua. O nome 'Pérsia' é uma latinização do nome deste povo, que dava o nome de Pérsis à região encerrada em suas fronteiras territoriais, uma área localizada a norte do Golfo Pérsico e a leste do rio Tigre, conhecida atualmente como a província iraniana de Fars.
Apesar de seu rápido sucesso e expansão, o Império Aquemênida não foi o primeiro império iraniano, já que no século VI a.C. outro grupo de povos iranianos antigos já haviam fundado o Império Medo. Os medos haviam sido originalmente o grupo iraniano dominante na região, conquistando o poder no início do século VII a.C. e incorporando os persas em seu império. Os povos iranianos chegaram na região por volta do ano 1 000 a.C., e haviam sido dominados inicialmente pelo Império Assírio (911-609 a.C.). Os medos e os persas, no entanto, juntamente com os citas e babilônios, tiveram um papel crucial na destruição da Assíria depois de uma sucessão de revoltas internas.
O termo aquemênida é na realidade uma versão latinizada do antigo nome persa Haxāmaniš (um composto bahuvrihi que pode ser traduzido como "que tem uma mente de amigo" ou "caracterizado pelo espírito de seguidor"), por intermédio do grego Ἀχαιμενίδαι, Akhaimenídai, "da família de Aquêmenes". Apesar da derivação do nome no grego, Aquêmenes em si foi um monarca menor do século VII, governante de Ansã, no sudoeste do atual Irã. Apenas na época de Ciro, o Grande, um descendente de Aquêmenes, é que o Império Aquemênida desenvolveu seu prestígio imperial, e passou a incorporar os impérios já existentes no Oriente Médio, tornando-se a potência mencionada pelos textos antigos.
Em algum ponto em 550 a.C., Ciro, o Grande liderou uma rebelião contra o Império Medo, provavelmente devido à má administração feita pelos medos na Persis, derrotando-os e conquistando-os na sequência e criando o primeiro império persa. Ciro utilizou sua engenhosidade tática, bem como sua compreensão das equações sociopolíticas que governavam seus territórios, para incorporar ao seu império os territórios vizinhos dos impérios lídio e neobabilônio, abrindo caminho para que seu sucessor, Cambises II, se aventurasse no Egito e derrotasse o Reino do Egito.
Ciro, o Grande daria amostras de sua perspicácia política na administração de seu império recém-formado, já que o Império Persa se tornou o primeiro a tentar governar diferentes grupos étnicos sob o princípio de responsabilidades iguais e direitos para todos os povos, contanto que os súditos pagassem seus impostos e mantivessem a paz. Além disso, o monarca acabaria por concordar em não interferir com os costumes, religiões e intercâmbios comerciais locais dos estados que dominava, uma qualidade única que acabaria por conquistar para Ciro o apoio dos babilônios. Este sistema de administração acabaria por se tornar um problema para os persas, uma vez que com um império maior também veio uma necessidade maior de ordem e controle, o que levou ao gasto de recursos e à mobilização permanente de tropas para lidar com rebeliões locais, enfraquecendo o poder central do monarca. Na época de Dario III, esta desorganização quase levou à fragmentação do reino.

Expansão do império persa entre

Os persas de quem Ciro descendia eram originalmente um povo de pastores nômades que habitavam o planalto iraniano ocidental, e que por volta de 850 a.C. chamavam-se a si mesmo de Parsa e seu território constantemente em alteração de Parsua, localizado aproximadamente ao redor da atual província de Pars. À medida que os persas conquistaram poder, desenvolveram a infraestrutura local para dar base à sua crescente influência, incluindo a criação de uma capital chamada Pasárgada e, posteriormente, uma cidade opulenta, chamada Persépolis.
Construída inicialmente durante o reinado de Dario, o Grande (Dario I), e terminada cerca de 100 anos mais tarde, Persépolis foi um símbolo do império, servindo tanto como centro cerimonial quanto administrativo. Tinha um conjunto especial de escadarias, chamado de "Todos os Países", ao redor do qual estava uma decoração em relevos esculpidos que mostravam cenas de heroísmo, caça, temas naturais e a entrega de presentes aos reis aquemênidas por seus súditos durante o festival da primavera, Nowruz. Sua estrutura central era formada por uma infinidade de salas ou salões quadrangulares, dos quais o maior era conhecido como Apadana. Colunas altas e decoradas davam as boas-vindas aos visitantes, impressionando-os com o tamanho da estrutura. Futuramente, Dario também utilizaria as cidades de Susã e Ecbátana como centros governamentais, permitindo que fossem desenvolvidas até atingir um status semelhante.
Relatos sobre a linhagem ancestral dos reis persas da dinastia aquemênida podem ser extraídos tanto dos documentos gregos e romanos ou dos documentos persas existentes, como aqueles que foram encontrados na Inscrição de Beistum. No entanto, a maior parte dos relatos sobre este vasto império se encontra na obra de historiadores e filósofos gregos, e como a maior parte dos documentos originais persas se perderam — e os pontos de vista acadêmicos sobre a origem e as possíveis motivações por trás destes textos gregos são muito variados — é difícil criar uma lista definitiva e completamente objetiva. Ainda assim, parece claro que Ciro, o Grande e Dario, o Grande, foram cruciais para a expansão do império. Acredita-se que Ciro tenha sido filho de Cambises I, neto de Ciro I, pai de Cambises II e parente de Dario por um ancestral em comum, Teispes. Ciro também teria sido parente (possivelmente neto) do rei medo Astíages, através de sua mãe, Mandane da Média. Uma minoria de estudiosos argumenta que Aquêmenes pode ter sido uma criação posterior de Dario, o Grande, para fortalecer uma associação sua a Ciro, o Grande, após conquistar o poder.
Os autores gregos fornecem algumas informações lendárias sobre Aquêmenes, chamando sua tribo de 'pasárgadas' (Pasargadae), e afirmando que ele teria sido "criado por uma águia". Platão, ao escrever sobre os persas, identificou Aquêmenes com Perses, ancestral dos persas na mitologia grega. De acordo com Platão, Aquêmenes seria a mesma pessoa que Perses, filho da rainha etíope Andrômeda e do herói grego Perseu, e neto de Zeus. Autores posteriores, no entanto, acreditavam que Aquêmenes e Perses eram pessoas diferentes, e que Perses seria ancestral do rei. Esta versão parece confirmar que Aquêmenes poderia mesmo ter sido um líder importante de Ansã, ancestral de Ciro. A despeito da veracidade da lenda, tanto Ciro quanto Dario, o Grande foram reis importantes do Império Persa, e durante seus reinados o império se expandiu a ponto de englobar boa parte do mundo antigo.

### Formação e expansão

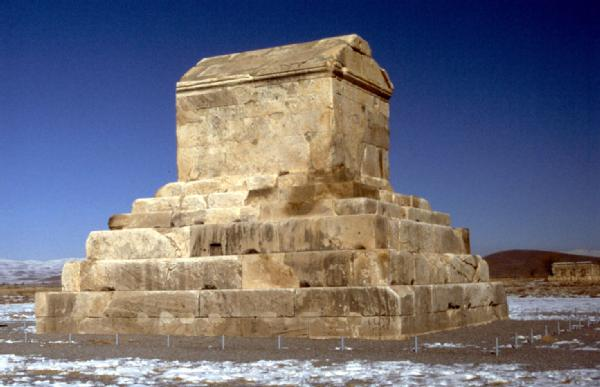
Sepultura de Ciro, o Grande, fundador do Império Aquemênida, no atual Irã

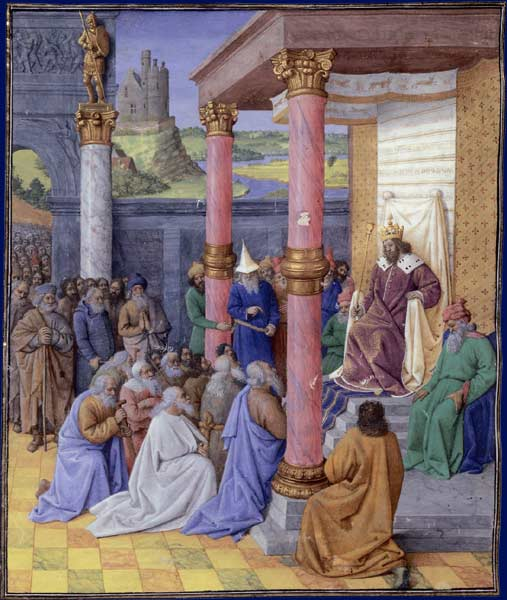
Ciro, o Grande libertou os hebreus exilados na Babilônia para que repovoassem e reconstruíssem Jerusalém, o que lhe garantiu um lugar de honra no judaísmo

O império assumiu sua forma unificada com uma administração centrada em torno de Pasárgada, cidade construída por Ciro, o Grande. Posteriormente, conquistou o Império Medo e ampliou ainda mais seu território, adicionando às suas fronteiras o Egito e a Ásia Menor. Durante o reinado de Dario I e seu filho, Xerxes I, envolveu-se em conflitos militares com algumas das principais cidades-estado da Grécia Antiga, e embora tenha chegado muito perto de derrotar o exército grego, esta guerra acabou por levar o império à sua derrocada.
A história do chamado Império Aquemênida remonta a pelo menos 559 a.C., ano em que Cambises I, rei de Ansã, morreu e foi sucedido por seu filho, Ciro II. Ciro II sucedeu também Arsames — que ainda estava vivo — como rei (Xá) da Pérsia, unindo assim os dois reinos. Ciro é considerado o primeiro monarca legítimo do Império Persa, já que seus antecessores eram vassalos dos medos. Ciro conquistou a Média, Lídia e a Babilônia. Politicamente astuto, Ciro modelou sua imagem para se tornar um "salvador" das nações que conquistou, frequentemente permitindo o retorno às suas terras de povos que haviam sido deportados, e dando a seus súditos a liberdade de praticar os costumes locais. Para reforçar essa imagem, instituiu políticas de liberdade religiosa, reconstruindo templos e a infraestrutura local nas cidades recém-conquistadas (principalmente entre os habitantes judeus da Babilônia, como foi registrado no Cilindro de Ciro e no Tanakh). Como resultado de suas políticas de tolerância, passou a ser conhecido entre os judeus como "ungido do Senhor".
Seus sucessores imediatos foram menos bem-sucedidos. O filho de Ciro, Cambises II, conquistou o Egito em 525 a.C., porém morreu em julho de 522 a.C., como resultado de um ferimento causado acidentalmente em si mesmo, durante uma revolta liderada por um clã sacerdotal que havia perdido o poder após a conquista da Média por Ciro. De acordo com Heródoto, Cambises II tinha se aventurado no Egito para se vingar de um truque do faraó Amásis, que havia enviado uma esposa egípcia falsa, cuja família tinha sido assassinada por ele, no lugar de sua própria filha, para se casar com Cambises. Além disso, relatos negativos de maus-tratos causados por Amásis, feitos por Fanes de Halicarnasso, um conselheiro sábio que servia a Amásis, ajudaram a encorajar Cambises a invadir o Egito. Amásis morreu antes que ele pudesse confrontá-lo, no entanto, porém seu sucessor, Psamético III, foi derrotado por Cambises na Batalha de Pelúsio.
Enquanto Cambises II estava no Egito, os sacerdotes zoroastristas, chamados por Heródoto de magos, usurparam o trono e instalaram nele um dos seus, Gaumata, que fingiu ser o irmão mais jovem de Cambises II, Esmérdis, que havia sido assassinado três anos antes. Devido ao governo firme de Cambises II, especialmente sua postura a respeito de impostos, e sua longa estadia no Egito, "todo o povo, persas, medos, e membros de todas as outras nações", reconheceram o usurpador, especialmente depois de ele conceder uma remissão nos impostos por três anos. O próprio Cambises II, no entanto, não teria sido capaz de debelar os impostores, já que veio a morrer devido a um ferimento acidental no retorno do Egito.
A afirmação de que Gaumata teria personificado Bardia (Esmérdis) vem de Dario, o Grande e de seus registros na Inscrição de Beistum. Os historiadores se dividem quanto à possibilidade de que a história do impostor tenha sido inventada por Dario como justificativa para seu golpe. Dario fez uma alegação semelhante quando conquistou, posteriormente, a Babilônia, anunciando que o rei babilônio não era, na realidade, Nabucodonosor III, mas sim um impostor chamado Nidintu-Bel.
De acordo com a Inscrição de Beistum, Gaumata governou por sete meses antes de ser derrubado, em 522 a.C., por Dario (no persa antigo, Dāryavush ou Darayarahush, "aquele que segura firmemente o bem"). Os magos, embora perseguidos, continuaram a existir, e no ano seguinte à morte do primeiro pseudo-Esmérdis (Gaumata), ainda viram um segundo pseudo-Esmérdis (chamado Vahyazdāta) tentar um novo golpe que, embora inicialmente tenha sido bem-sucedido, acabou por fracassar.
Segundo Heródoto, a liderança nativa teria debatido a melhor forma de governo para o império, e chegado a conclusão que uma oligarquia lhes colocaria uns contra os outros, enquanto uma democracia levaria a uma eventual oclocracia, que poderia resultar no surgimento dum líder carismático que daria um fim à monarquia. Assim, decidiu-se que um novo monarca deveria ser instaurado, especialmente tendo em vista que eles estavam em condição de escolhê-lo. Dario I, primo de Cambises II e Esmérdis, e supostamente descendente de Ariarâmenes, foi escolhido dentre os líderes.
Os aquemênidas consolidaram seu controle então as outras regiões do império. Tanto Ciro, o Grande quanto Dario, o Grande, através de um planejamento administrativo previdente, manobras militares brilhantes e uma visão de mundo humanista, estabeleceram a grandeza dos aquemênidas e, em menos de trinta anos, elevou-os da condição de uma tribo obscura a uma potência mundial. Foi durante o reinado de Dario que Persépolis foi construída (518-516 a.C.), servindo como capital por diversas gerações de reis aquemênidas. Ecbátana (Hagmatāna, "cidade de reuniões", atual Hamadã), na Média, também foi expandida enormemente durante este período, e serviu como capital de verão.
Dario eventualmente atacou a Grécia continental, que estava apoiando as colônias gregas revoltosas sob sua égide; porém, como resultado de sua derrota na Batalha de Maratona, foi obrigado a recuar os limites de seu império para a Ásia Menor. Alguns estudiosos afirmam que, no contexto da história do Oriente Médio do primeiro milênio, Alexandre, o Grande pode ser considerado o "último dos aquemênidas". Isto pode ser atribuído ao fato de Alexandre ter mantido, em maior ou menor escala, as mesmas estruturas políticas e fronteiras que os reis aquemênidas que o antecederam.

### Guerras Greco-Persas

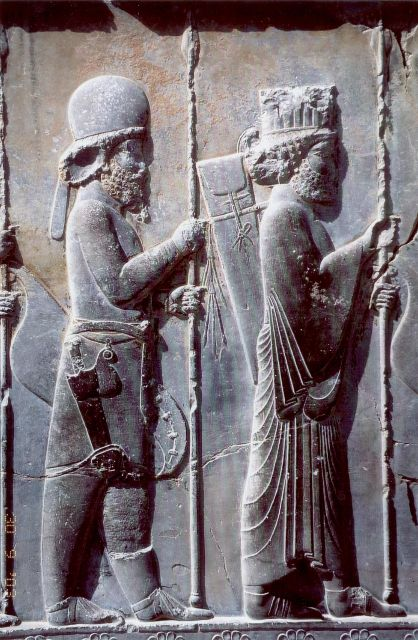
Soldados medos (esquerda) e persas (direita)

No século V a.C., os reis da Pérsia dominavam territórios que equivalem aproximadamente aos atuais Irã, Iraque, Armênia, Azerbaijão, Paquistão, Afeganistão, Tajiquistão, Turcomenistão, Quirguistão, Geórgia, Macedônia, Uzbequistão, Turquia, Bulgária, Chipre, Kuwait, Egito, Síria, Jordânia, Israel, Líbano, bem como diversas partes da Grécia, Líbia e o norte da Arábia.
A Revolta Jônia, em 499 a.C., e as revoltas associadas a ela ocorridas na Eólida, Dórida, Chipre e Cária, foram rebeliões militares iniciadas em diversas regiões da Ásia Menor contra o domínio persa, que duraram de 499 a 493 a.C. No cerne dessas revoltas estava a insatisfação das cidades-estado gregas do litoral da atual Turquia contra os tiranos indicados pela Pérsia para governá-los, além das ações individuais de dois tiranos específicos de Mileto, Histieu e Aristágoras. Em 499 a.C.. Aristágoras, então tirano milésio, deu início a uma expedição conjunta com o sátrapa persa Artafernes, que visava conquistar a ilha de Naxos, numa tentativa de se promover em Mileto, tanto financialmente quanto em termos de prestígio. A missão foi um fracasso, e percebendo que estava prestes a perder o poder, Aristágoras optou por incitar toda a Jônia a rebelar-se contra Dario, o Grande.
Os persas conseguiram debelar as cidades do litoral ocidental da Ásia Menor, até que finalmente estabelecer, em 493 a.C., um acordo de paz com as cidades jônias que foi geralmente considerado justo por ambos os lados.
A Revolta Jônia foi o primeiro grande conflito entre a Grécia e o Império Aquemênida, e como tal representa a primeira fase das chamadas Guerras Persas (ou Guerras Greco-Persas). A Ásia Menor voltou para o domínio persa, porém Dario jurou punir as cidades-estado gregas de Atenas e Erétria por seu apoio aos rebeldes durante a revolta. Ao ver também que a situação política da Grécia representava uma ameaça contínua à estabilidade do seu império, Dario decidiu empreender a conquista de toda a Grécia. As tropas persas, no entanto, foram derrotadas na Batalha de Maratona, e Dario morreu sem ter a chance de iniciar uma nova invasão.
Xerxes I (519-465 a.C.; em persa antigo Xšayārša, "Heróis entre Reis"), filho de Dario, jurou concretizar o desejo de seu pai. Organizou uma invasão maciça; seu exército penetrou a Grécia pelo norte, encontrando pouca resistência na Macedônia e na Tessália, porém seu avanço foi interrompido por três dias por um pequeno destacamento grego, durante a Batalha de Termópilas. Uma batalha naval ocorrida simultaneamente, em Artemísio, acabou de maneira inconclusiva depois de tempestades ferozes destruíram navios de ambos os lados. Os gregos recuaram ao receber a notícia da derrota em Termópilas, e os persas mantiveram o controle inconteste de Artemísio e do mar Egeu.
Após sua vitória em Termópilas, Xerxes saqueou a cidade de Atenas, que havia sido evacuada, e preparou-se para encontrar os gregos no Istmo de Corinto e no golfo Sarônico. Em 480 a.C. os gregos conquistaram uma vitória decisiva sobre a frota persa na Batalha de Salamina, e forçaram Xerxes a recuar até Sárdis. O exército que ele havia deixado na Grécia sob o comando do general Mardônio reconquistou Atenas, porém acabou por ser destruído em 479 a.C., na Batalha de Plateia. A derrota final dos persas em Mícale encorajou as cidades-estado gregas da Ásia a se revoltarem, e marcaram o fim da expansão persa na Europa.

### Fase cultural
Xerxes I foi sucedido por Artaxerxes I (465–424 a.C.), que mudou a capital de Persépolis para a Babilônia. Foi durante seu reinado que o elamita deixou de ser o idioma oficial, e o aramaico ganhou importância. Foi provavelmente durante seu reinado que o calendário solar foi introduzido como calendário nacional. Sob Artaxerxes, o zoroastrianismo se tornou a religião oficial de facto, e por este motivo até os dias de hoje o monarca é conhecido como o Constantino de sua fé.

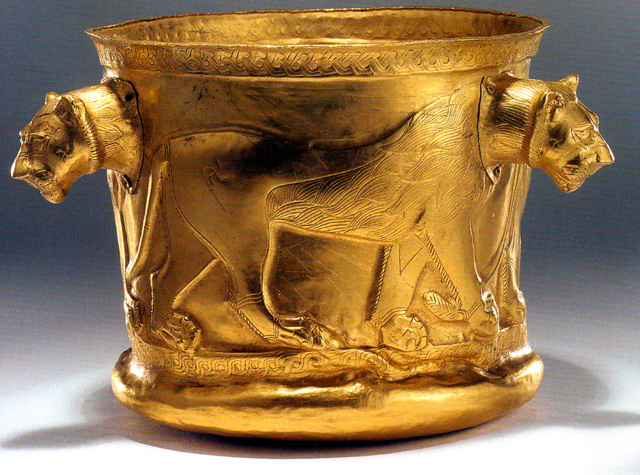
Vaso de ouro aquemênida, com representações de leões

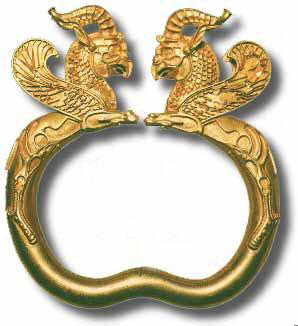
Bracelete antigo do período aquemênida, parte do Tesouro do Oxo,, Irã

Artaxerxes morreu em Susã, e seu corpo foi levado a Persépolis, para ser enterrado na sepultura de seus antepassados. Foi sucedido por seu filho mais velho, Xerxes II, que acabou por ser assassinado por um de seus meio-irmãos algumas semanas mais tarde. Dario II conquistou o apoio das tropas para si e marchou para o leste, capturando e executando o assassino, e coroando-se em seu lugar.
A partir de 412 Dario II (423-404 a.C.), por insistência de Tissafernes, comandante das tropas persas na Ásia Menor, deu apoio primeiro a Atenas, depois a Esparta, que disputavam o confronto que veio a ser conhecido como Guerra do Peloponeso. Em 407 a.C., o filho de Dario, Ciro, o Jovem, foi indicado para substituir Tissafernes, e passou a apoiar ativa e exclusivamente Esparta, que acabou derrotando Atenas em 404 a.C. Naquele mesmo ano, Dario adoeceu e morreu, na Babilônia; em seu leito de morte, sua esposa babilônia, Parisátide, implorou a Dario que coroasse seu filho Ciro, o que Dario se recusou a fazer.
Dario foi sucedido por seu filho mais velho, Artaxerxes II. Plutarco relata (provavelmente com base em Ctésias) que Tissafernes, insatisfeito por ter perdido seu cargo, teria se aproximado do novo rei no dia de sua coroação para alertá-lo que seu irmão mais novo, Ciro, o Jovem, estava preparando para assassiná-lo durante a cerimônia. Artaxerxes ordenou a prisão de Ciro, e o teria executado se sua mãe, Parisátide, não tivesse intervindo. Ciro foi então designado sátrapa da Lídia, onde deu início a uma revolta armada. Ciro e Artaxerxes se enfrentaram na Batalha de Cunaxa, em 401 a.C., onde Ciro foi derrotado e morto.
Artaxerxes II (404-358 a.C.) foi o xá com o reinado mais longo, e foi durante este período de 45 anos de relativa paz e estabilidade que muitos dos monumentos do período foram construídos. Artaxerxes voltou a capital à Persépolis, que ele ampliou. A capital de verão, Ecbátana, também foi luxuosamente ampliada, decorada com colunas douradas e telhas de prata e cobre. A inovação extraordinária dos santuários zoroastristas também data de seu reinado, e foi provavelmente durante este período que a religião se disseminou pela Ásia Menor, Levante e Armênia. Esta benfeitoria, no entanto, embora servisse a um propósito religioso, não consistiu de um ato puramente abnegado; os templos serviam também como importantes fontes de renda. Os reis aquemênidas haviam tomado dos reis babilônios o conceito de um imposto obrigatório sobre os templos, um dízimo que todos os habitantes pagavam ao templo mais próximo de sua terra ou de sua fonte de renda. Uma parte deste dízimo, denominada quppu ša šarri, "baú do rei" — uma instituição engenhosa introduzida originalmente por Nabonido — era então entregue ao soberano. Em retrospecto, Artaxerxes geralmente é visto como um homem de boa índole, mas que não tinha a consistência moral para ser um governante realmente bem-sucedido. Seis séculos mais tarde, no entanto, Artaxes I, fundador do segundo império persa, se denominaria sucessor de Artaxerxes, testemunhando a importância que Artaxerxes ainda detinha sobre a psique persa.

### A queda do império

Império Aquemênida por volta da época de Dario, o Grande e Xerxes

De acordo com Plutarco, o sucessor de Artaxerxes, Artaxerxes III (358-338 a.C.), subiu ao trono de maneira sangrenta, conquistando o poder após assassinar oito de seus meio-irmãos. Em 343 a.C., Artaxerxes III derrotou Nectanebo II, expulsando-o do Egito, e fez da nação africana novamente uma satrapia persa. Em 338 a.C. Artaxerxes III morreu em circunstâncias pouco claras; segundo as fontes na escrita cuneiforme ele teria morrido de causas naturais, porém Diodoro Sículo, um historiador grego, relata que Artaxerxes teria sido assassinado por Bagoas, seu ministro. enquanto Filipe da Macedônia uniu as cidades-estado gregas à força, e começou a planejar a invasão do império.
Artaxerxes III foi sucedido por Artaxerxes IV, que antes de poder agir também foi envenenado por Bagoas. Este ainda teria matado também não só todos os filhos de Arses, mas muitos dos outros príncipes do império, e instaurado no trono Dario III (336-330 a.C.), um sobrinho de Artaxerxes IV. Dario, que anteriormente era sátrapa da Armênia, forçou pessoalmente Bagoas a se suicidar tomando veneno. Em 334 a.C., quando Dario havia apenas acabado de subjugar o Egito novamente, Alexandre e suas experientes tropas invadiram a Ásia Menor.
Os aquemênidas governaram o Egito por duas vezes diferentes, embora os egípcios por duas vezes também tenham reconquistado sua independência da Pérsia. Seguindo o modelo de Manetão, historiadores egípcios se referem aos períodos de domínio aquemênida no Egito como a XXVII dinastia egípcia (525-404 a.C.), até a morte de Dario II, e a XXXI dinastia egípcia (343-332 a.C.), que se iniciou após a derrota de Nectanebo II por Artaxerxes III.
Alexandre, o Grande derrotou os exércitos persas nas batalhas de Granico (334 a.C.) e Isso (333 a.C.), e, finalmente, em Gaugamela (331 a.C.). Em seguida, Alexandre marchou a Susã e Persépolis, que se rendeu no início de 330 a.C. De lá, Alexandre rumou para Pasárgada, para visitar a sepultura de Ciro, o Grande, o local onde estava enterrado o homem que ele conhecia pela Ciropédia.

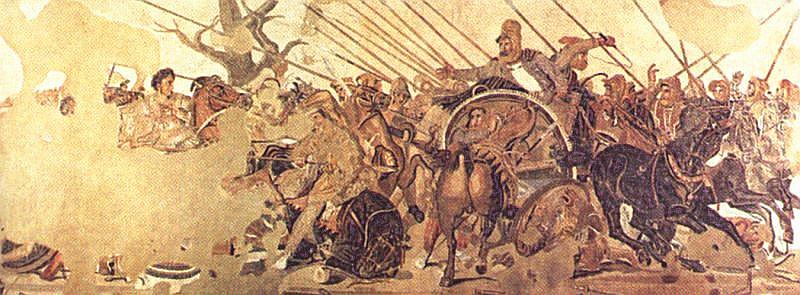
Batalha de Isso, entre Alexandre, o Grande (sobre o cavalo, à esquerda), e (sobre o veículo à direita), representada num mosaico em Pompeia que data do ; Museu Arqueológico Nacional de Nápoles, Itália

No caos que se seguiu à invasão de Alexandre, a sepultura de Ciro foi arrombada e a maior parte dos objetos de valor que ela continha foram roubados. Alexandre, ao chegar nela e ver o que havia sido feito, ficou horrorizado e interrogou os magos, levando-os a julgamento. De acordo com alguns relatos, a decisão de Alexandre de julgar os magos teria mais a ver com uma tentativa sua de diminuir a influência deles e dar uma demonstração de poder no império recém-conquistado do que propriamente uma preocupação genuína com a tumba de Ciro. Ainda assim, Alexandre ordenou que Aristóbulo de Cassandreia restaurasse as condições da sepultura e seu interior, numa demonstração de respeito ao antigo monarca. De lá, partiu para Ecbátana, onde Dario III havia se refugiado.
Dario III foi aprisionado por Besso, seu próprio parente, sátrapa da Báctria. À medida que Alexandre se aproximava, Besso ordenou que seus homens matassem Dario III e declarou-se sucessor de Dario, com o nome de Artaxerxes V, antes de recuar para a Ásia Central, deixando o corpo de Dario no caminho para Alexandre — que o levou para Persépolis e lhe deu um funeral com honrarias. Besso então liderou uma coalizão de tropas que pudesse se defender de Alexandre; no entanto, antes que ele pudesse se unir com seus aliados na parte leste do império, Alexandre conseguiu encontrá-lo, e o levou a julgamento num tribunal persa sob seu controle, que o condenou à morte e o executou de "uma maneira bárbara e cruel".
Apesar de ter logrado conquistar todo o Império Persa, Alexandre não foi capaz de instaurar em seu lugar uma alternativa estável. Após sua morte, o gigantesco território que havia sido dominado pelos aquemênidas se fragmentou em diversos impérios menores, dos quais o mais importante era o Império Selêucida, governado pelos generais de Alexandre e seus descendentes. Estes, por sua vez, seriam sucedidos pelo Império Parta.
Estacar, um dos reinos vassalos do Império Parta, seria dominado por Pabeco, um sacerdote do templo local. O filho de Pabeco, Artaxes I, que deu a si mesmo este nome em homenagem a Artaxerxes II, acabaria por se revoltar contra os partas, derrotando-os e fundando o Império Sassânida, também conhecido como 'Segundo Império Persa'.

### Descendentes nas dinastias iranianas posteriores
Dinastias posteriores do Império Persa, como os partas e os sassânidas, ocasionalmente alegaram descendência dos aquemênidas. Recentemente, houve alguma corroboração para a pretensão parta evidenciada numa doença hereditária (neurofibromatose), demonstrada através das descrições físicas dos governantes e das evidências de doenças familiares em moedas antigas.

## Governo

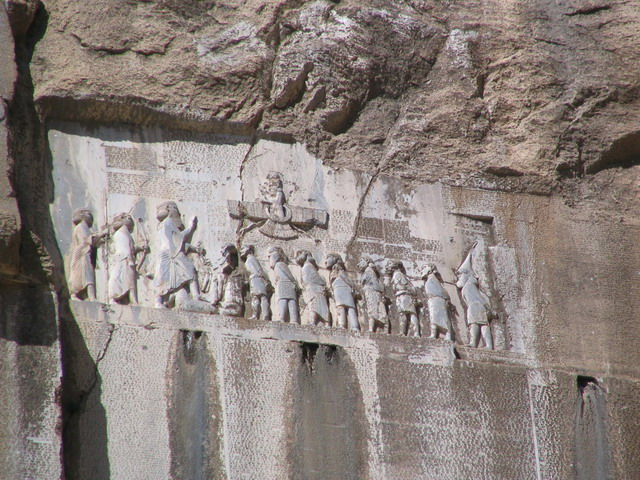
A Inscrição de Beistum narra a história das conquistas de Dario, o Grande, com os nomes de 23 satrapias governadas por ele

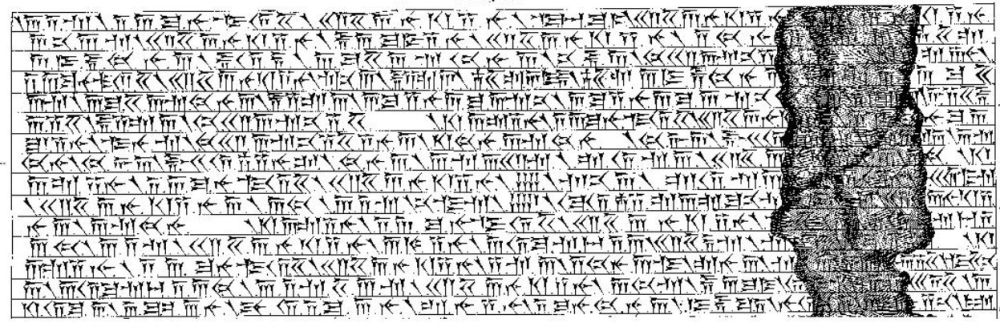
Inscrição de Beistum, coluna 1 (DB I 1–15)

Ciro, o Grande fundou o Império Aquemênida como um império multi-estatal, governado a partir de quatro capitais: Pasárgada, Babilônia, Susã e Ecbátana. Os aquemênidas permitiam uma determinada quantidade de autonomia regional, na forma do sistema de satrapias. Cada satrapia era uma unidade administrativa distinta, geralmente organizada com base na geografia local. O 'sátrapa' era o rei vassalo, que administrava a região em nome do imperador, um 'general' supervisionava o recrutamento militar e garantia a ordem, e um 'secretário de estado' mantinha os registros oficiais. O general e o secretário de estado reportavam diretamente para o sátrapa, bem como para o governo central. Em diferentes períodos da história persa, chegaram a existir de 20 a 30 satrapias.
Ciro criou um exército organizado, que incluía a unidade conhecida como Imortais, que consistia de 10 000 soldados altamente treinados. Ciro também desenvolveu um sistema postal inovador por todo o império, com base em diferentes estações de revezamento, chamadas de Chapar Khaneh.
Dario, o Grande mudou a capital de Pasárgada para Persépolis; revolucionou a economia ao cunhar moedas de ouro e prata e introduziu um sistema de impostos regulamentado e sustentável, que era projetado de acordo com as necessidades de cada satrapia, com base em sua suposta produtividade e seu potencial econômico. A Babilônia, por exemplo, tinha de pagar os valores mais altos como tributo, além de uma enorme e variada quantidade de mercadorias — 1 000 talentos de prata, quatro meses de mantimentos para o exército. A Índia era célebre por seu ouro; a província, que consistia na época das regiões do Sinde e do Punjabe ocidental, trocava pó de ouro equivalente à quantidade incrível de 4 680 talentos de ouro, por diversas mercadores. Já o Egito era conhecido pela riqueza de suas safras; destinada a ser o celeiro do Império Persa (bem como do Império Romano, mais tarde), era obrigado a fornecer 120 000 medidas de grão, além de 700 talentos de prata. Estas taxas eram cobradas exclusivamente dos povos subjugados. Entre outros feitos de Dario estão a criação de uma Codificação jurídica, consolidando assim um sistema legal universal, e a construção da nova capital, em Persépolis.
Sob os aquemênidas, o comércio foi extenso, e havia uma infraestrutura eficiente que facilitava a troca de mercadorias nos confins mais distantes do império. Tarifas sobre o comércio eram uma das principais fontes de renda do império, juntamente com a agricultura e os impostos.
As satrapias eram ligadas por um sistema de estradas de 2 500 quilômetros, cujo trecho mais impressionante era a Estrada Real, que ia de Susã a Sárdis, construídas sob ordens de Dario I. Os mensageiros a cavalo revezavam-se pelo percurso, e alcançavam as áreas mais remotas do império em quinze dias. Apesar da relativa independência local gerada pelo sistema de satrapias, inspetores reais conhecidos como "os olhos e ouvidos do rei" percorriam o império, enviando relatórios das condições locais. O monarca também contava com os 10 000 Imortais como guarda-costas pessoais quando o império não estava em guerra.
Acredita-se que a prática da escravidão tenha sido banida na Pérsia aquemênida, embora existam evidências de que exércitos conquistados ou revoltosos tenham sido capturados e vendidos. O zoroastrianismo, religião de facto do império, proíbe explicitamente a escravidão, e os reis da Pérsia aquemênida, especialmente Ciro, o fundador do império, acataram esta proibição, como é evidenciado pela libertação dos judeus do cativeiro na Babilônia e a construção de Persépolis por trabalhadores pagos.
A Vexiloide do Império Aquemênida tinha um falcão de ouro sobre um fundo carmesim.

## Forças armadas

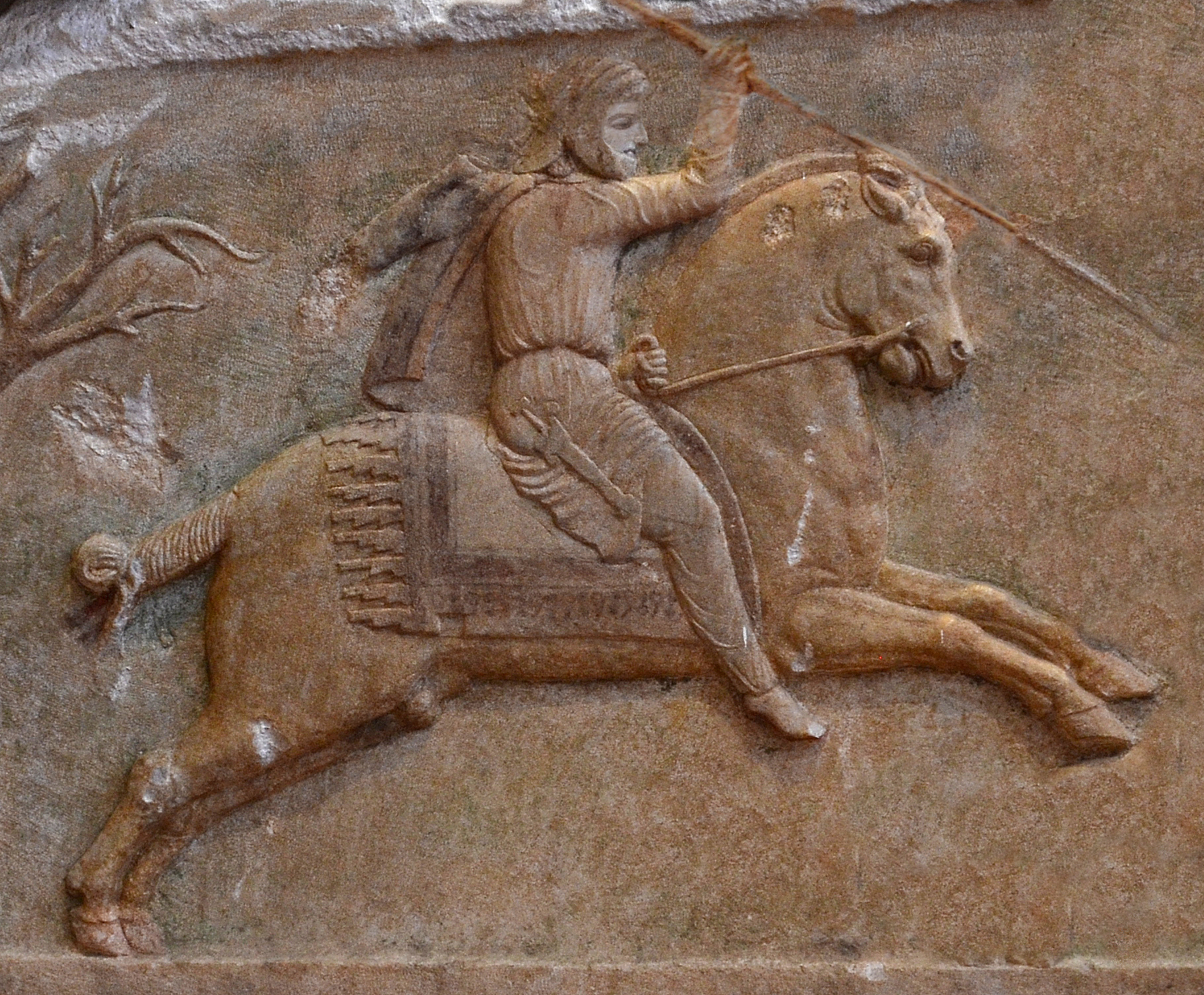
Representação de um cavaleiro persa no sarcófago de Altıkulaç, na Turquia

Apesar de suas origens humildes, em Persis, o império atingiu um tamanho enorme sob a liderança de Ciro, o Grande. Ciro criou um império formado por diversos estados, no qual permitiu que os líderes regionais, os sátrapas, governassem em seu nome sob determinadas regiões do império, as satrapias. A regra básica de governo era a lealdade e a obediência de cada satrapia ao poder central, o rei, e a obediência às leis de impostos. Devido à diversidade etnocultural das nações submetidas ao jugo da Pérsia, a seu enorme tamanho geográfico, a às constantes disputas por poder pelos rivais regionais, a criação de um exército profissional foi necessária para a manutenção da paz, e para exercer a autoridade do rei em casos de rebeliões e ameaças externas. Ciro conseguiu criar um exército terrestre forte, e utilizou-o em suas campanhas na Babilônia, na Lídia e na Ásia Menor; após sua morte, seu filho, Cambises II, utilizou-o no Egito, contra Psamético III. Ciro acabou morrendo durante um combate contra uma insurgência iraniana local, antes de ter a chance de desenvolver uma força naval. A tarefa de criar uma marinha real coube a Dario, o Grande, o que permitiu que os persas pudessem enfrentar seus inimigos nos diversos mares que banhavam seu vasto império, do mar Mediterrâneo, Negro e Egeu ao golfo Pérsico e oceano Índico.

### Marinha
Desde sua fundação por Ciro, o Império Persa foi primordialmente um império terrestre, com um forte exército, porém desprovido de forças navais. No século V a.C. isto mudaria, já que o império passou a enfrentar tropas gregas e egípcias, cada qual com suas próprias tradições e capacidades marítimas. Dario, o Grande (Dario I) é creditado como o primeiro xá a investir numa frota persa. Ainda assim, não existia uma "marinha imperial" legítima, semelhante às armadas grega e egípcia. A Pérsia se tornaria o império, sob a liderança de Dario, a inaugurar e utilizar em combate a primeira marinha imperial regular. Apesar deste feito, os marinheiros desta armada imperial não vinham da Pérsia propriamente dita, mas em sua maioria eram fenícios (a maior parte de Sídon), egípcios, cipriotas e gregos escolhidos por Dario para operar os veículos navais de combate do império.
Inicialmente os navios foram construídos em Sídon, pelos fenícios; os primeiros navios aquemênidas mediam cerca de 40 metros de comprimento e seis de largura, e eram capazes de transportar até 300 soldados por viagem. Apesar das técnicas de construção dos navios e do arsenal terem se originado em Sídon, logo outros estados do império começaram a construir seus próprios navios, cada qual incorporando preferências locais. Os navios acabaram por ser utilizados começaram até mesmo no Golfo Pérsico. As frotas persas formaram os alicerces para uma forte presença marítima no golfo Pérsico, que existiu até a chegada da Companhia Britânica das Índias Orientais e da Marinha Real Britânica, em meados do século XIX Os persas não apenas se estabeleceram nas ilhas do golfo Pérsico, mas também tinham navios de menor capacidade (100 a 200 soldados) patrulhando os diversos rios do império, incluindo o Xatalárabe, o Tigre e o Nilo, bem como a bacia do Indo, na Índia.
O alto comando naval aquemênida estabeleceu grandes bases navais, localizadas ao longo do Xatalárabe, no Barém, Omã e Iêmen. As frotas persas logo não seriam apenas usadas para propósitos de manutenção da paz, mas também abririam as portas para o comércio com a Índia, através do golfo Pérsico. A marinha de Dario era uma potência mundial, porém seria apenas no reinado de Artaxerxes II, no verão de 397 a.C., que uma marinha formidável seria construída, parte de um processo de rearmamento que levaria até sua vitória decisiva em Cnidos, no ano de 394 a.C., restabelecendo o domínio aquemênida na Jônia. Artaxerxes II também utilizaria sua enorme marinha para debelar uma rebelião no Egito.
O material de construção preferido era madeira, porém alguns navios aquemênidas encouraçados tinham lâminas metálicas em sua proa, destinadas a cortar os navios inimigos utilizando-se do impulso do próprio veículo. Os navios também estavam equipados com ganchos em seu lado, para fixar-se aos navios dos inimigos, ou para alcançá-los mais rapidamente. Os navios eram movidos à vela ou remo. Para os embates marítimos, os navios dispunham de duas manganelas que serviam para arremessar projéteis, tais como rochas ou substâncias inflamáveis, nos inimigos.

### Exército aquemênida

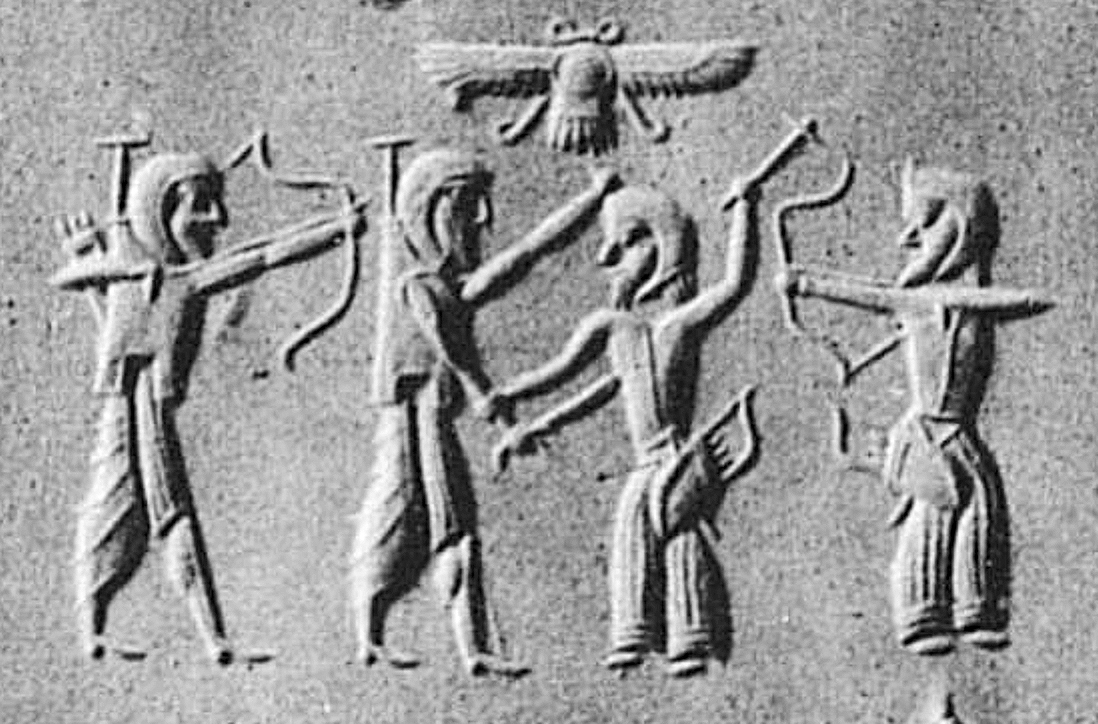
Representação num selo cilíndrico de soldados persas combatendo citas

O exército estava organizado sobre uma base decimal: divisões com dez mil homens tinham dez batalhões de mil homens, e cada batalhão, cem grupos de dez homens; cada grupo, batalhão e divisão tinha um oficial comandante.
Em tempo de guerra, o exército era composto por soldados de todas as nações do império, sob o comando de persas ou medos. Havia um corpo de elite exclusivamente persa ou, em menor proporção, medo. Quando Gaumata tentou usurpar o trono de Cambises II, no ano 521, foi derrotado por contingentes persas e medos. Dos oito generais mais importantes mencionados por Dario na inscrição de Beistum, seis eram persas, um medo, e um armênio.
O núcleo principal do exército era composto pelos "dez mil imortais", um corpo de infantaria e um corpo de cavalaria de elite. Guarnições persas se espalhavam por todo o império, em locais estratégicos. Na corte imperial e nas satrapias, os oficiais eram recrutados entre a juventude nobre, e treinados em academias militares, com ênfase nos costumes tradicionais persas, no hipismo, na prática do arco-e-flecha, na caça, na vida simples, vivida com moderação, dentro das regras prescritas. Esse aprendizado era complementado pelo estudo da história, da religião, do direito e a familiarização com os métodos usados pelo rei para conceder ou recusar favores.
O instrumento por excelência do poderio persa era o exército. A elite das forças armadas era fornecida pelos persas e medos. A guarda real se compunha de dois mil infantes e dois mil cavaleiros, todos nobres. Seguia-se o corpo dos dez mil imortais, assim chamados porque na batalha seu número nunca diminuía, pois as baixas eram logo preenchidas com novos elementos. As satrapias forneciam o grosso do exército. Os povos cavaleiros, principalmente os habitantes das estepes, constituíam a cavalaria; os hindus utilizavam carros puxados por zebras e cavalos; os árabes compareciam com seus camelos; as populações do litoral mediterrâneo contribuíam com os elementos de uma poderosa esquadra. Note-se que na hierarquia militar, os postos de oficiais superiores e generais eram reservados aos persas.
O grande defeito do exército dos reis persas era sua heterogeneidade: quando essas massas, as vezes confusas, encontravam diante de si tropas homogêneas e bem-organizadas, fracassavam. Foi o que aconteceu, por exemplo, nas guerras com os gregos e no ataque de Alexandre.
Xenofonte descreve um relato em primeira pessoa de uma gigantesca ponte militar criada com a união de 37 navios persas sobre o rio Tigre. Os persas utilizavam o poder de flutuação de cada navio para suportar sobre eles uma ponte sobre o qual mercadorias e suprimentos podiam circular. Heródoto também registrou diversos relatos de persas utilizando-se de navios para construir pontes. Dario, o Grande, ao tentar subjugar os cavaleiros citas a norte do mar Negro, cruzou o Bósforo utilizando-se de uma ponte colossal feita de navios aquemênidas, marchando depois até o Danúbio e cruzando-o por meio de outra ponte de navios. A ponte sobre o Bósforo ligava essencialmente a ponta mais próxima da Ásia à Europa, sobre pelo menos 1 000 metros de mar aberto, se não mais. Heródoto descreve a cena, e chama-a de "ponte de Dario":
| “ | O estreito chamado Bósforo, sobre o qual foi lançada a ponte de Dario, tem cento e vinte furlongs de comprimento, e vai do Euxino à Propôntide. A Propôntide tem cem furlongs de largura, e catorze de comprimento; suas águas desembocam no Helesponto, cujo comprimento é de 400 furlongs […] | ” |

Anos mais tarde, uma ponte semelhante feita de navios seria construída por Xerxes, o Grande (Xerxes I), em sua invasão da Grécia. Embora os persas não tenham conseguido capturar as cidades-estado gregas completamente, a tradição de envolvimento marítimo foi perpetuada pelos reis persas, em especial Artaxerxes II. Anos mais tarde, quando Alexandre, o Grande invadiu a Pérsia, antes de avançar para a Índia, ele obteve uma página dos documentos militares persas, e fez com que Heféstion e Pérdicas lhe construíssem uma ponte de navios semelhante no rio Indo, na Índia, na primavera de 327 a.C..

## Cultura

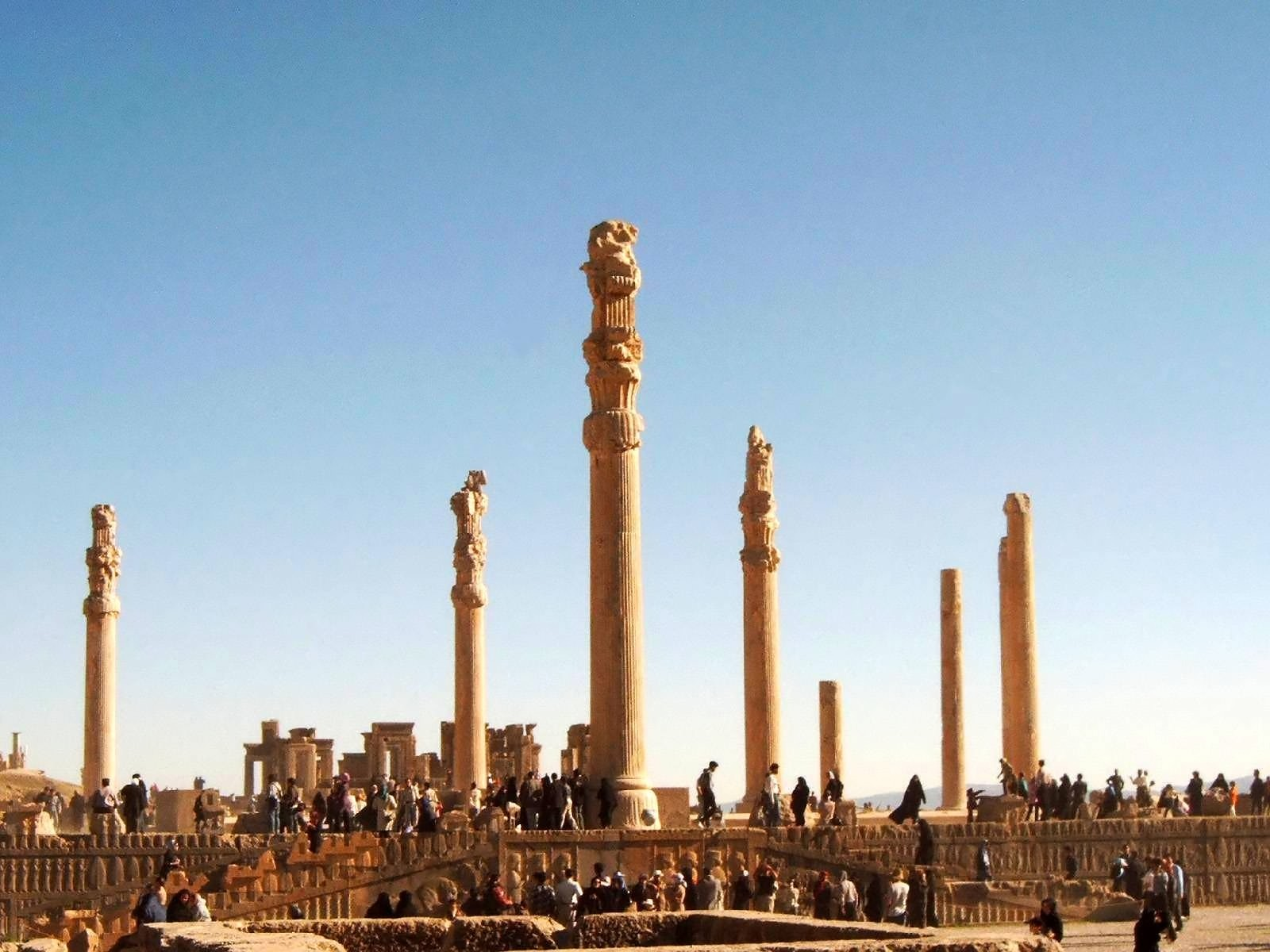
As ruínas de Persépolis

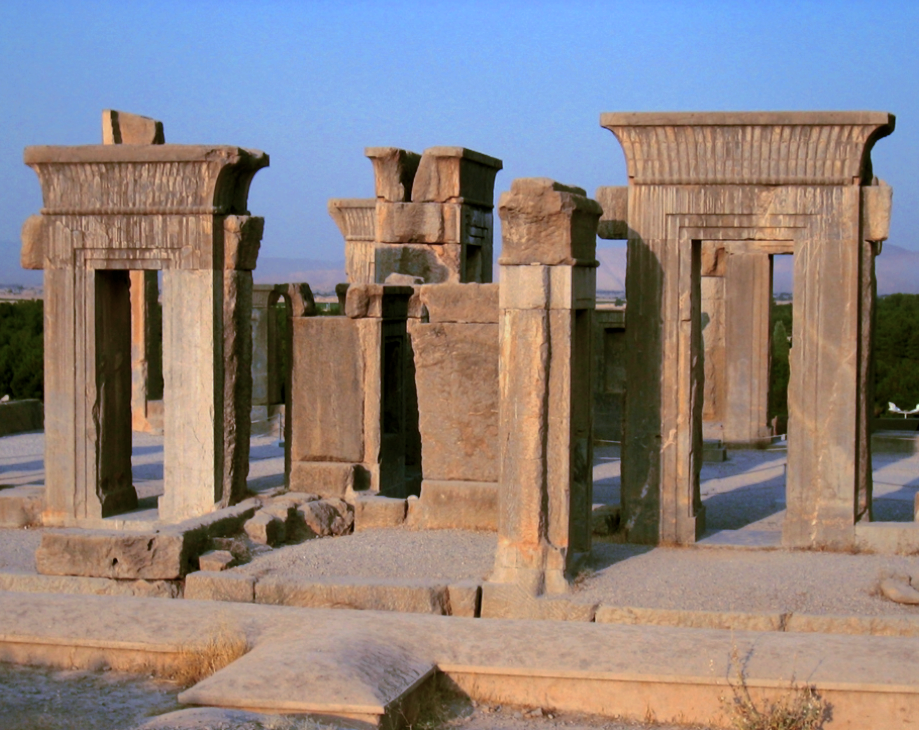
Ruínas do Palácio de Tachar, em Persépolis

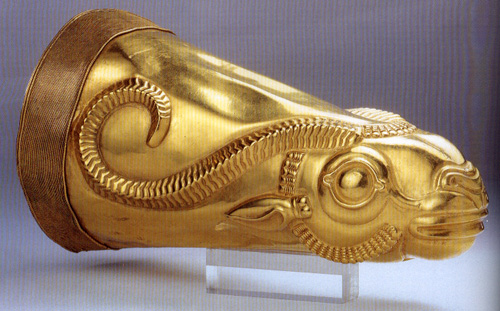
Ritão de ouro escavado em Ecbátana, Museu Nacional do Irã

Heródoto, em seu relato escrito no século V a.C. dos persas que habitavam o Ponto, relata que os jovens persas, dos cinco aos vinte anos, aprendiam três coisas: "a andar a cavalo, atirar com arco e flecha e falar a verdade."
Heródoto ainda acrescenta que a maior desgraça, para um persa, era mentir; a segunda pior, era se endividar, porque, entre outras coisas, a dívida obriga quem a assumiu a mentir.
Na Pérsia aquemênida, a mentira, druj, é considerado um pecado capital, punível com a morte em alguns casos extremos. Inscrições em tabuletas descobertas por arqueólogos na década de 1930 no sítio de Persépolis forneceu evidências adequadas sobre o amor e o culto dedicados à verdade durante o período aquemênida. Estas tabuletas contêm o nome de persas comuns, principalmente comerciante e donos de armazéns. De acordo com o professor Stanley Insler da Universidade de Yale, até 72 destes nomes de funcionários públicos e trabalhadores comuns encontrados nestas tabuletas contêm a palavra verdade. Alguns exemplos, segundo Insler, seriam Artapana, "protetor da verdade", Artakama, "amante da verdade", Artamanah, "inclinado à verdade", Artafarnah, "que tem o esplendor da verdade", Artazusta, "que se deleita com a verdade", Artastuna, "pilar da verdade", Artafrida, "prosperando na verdade", e Artahunara, "que tem a nobreza da verdade". Durante seu reinado Dario, o Grande decretou a Ordenança das Boas Normativas, em inscrições cuneiformes, abordando a batalha constante contra a mentira. Esculpida no alto da montanha de Beistum, na estrada para Quermanxá, Dario testemunha:
| “ | Eu não fui um seguidor da mentira. Eu não fiz o mal […] De acordo com o bem me comportei. Nem aos fracos nem aos poderosos fiz mal. Ao homem que me ajudou com minha casa, recompensei bem; aquele que me feriu, puni bem. | ” |

Dario esteve ocupado com revoltas de grande escala que eclodiram por todo o império. Após derrotar com sucesso nove traidores em um ano, Dario registrou suas batalhas contra eles para a posteridade, contanto como teria sido a mentira que fizera com que eles se rebelassem contra o império. Em Beistum, ele diz:
| “ | Derrotei e aprisionei nove reinos. Um tinha o nome de Gaumata, um mago; ele mentiu, assim dizendo: sou Esmérdis, filho de Ciro […] Um, de nome Acina, um elamita, mentiu, dizendo assim:: sou rei de Elão […] Outro, Nidintu-Bel de nome, um babilônio; ele mentiu, dizendo assim: sou Nabucodonosor, filho de Nabonido. | ” |

Dario então afirma que teria lhes dito:
| “ | A mentira lhes fez rebeldes, e fez com que enganassem o povo. | ” |

Dario deixa então um conselho ao seu filho, Xerxes I, que iria sucedê-lo como grande rei:
| “ | Tu serás rei de agora em diante, proteja-te vigorosamente da Mentira; o homem que for um seguidor da mentira, puna-o bem, se assim achar apropriado. Que meu país esteja seguro! | ” |

### Línguas

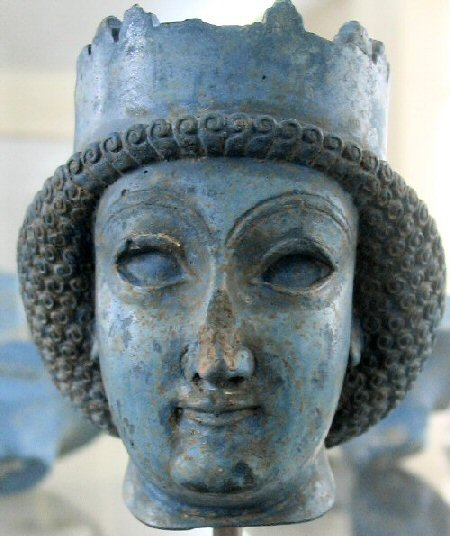
A rainha persa Atossa, esposa de Dario, o Grande e mãe de

Durante o reinado de Ciro e Dario, enquanto a sede de governo ainda era Susã, em Elão, o idioma da chancelaria era o elamita. Isto pode ser atestado principalmente nas fortificações de Persépolis e nas tabuletas do tesouro, que revelam detalhes do funcionamento cotidiano do império. Nas inscrições colossais dos reis esculpidas na parede rochosa, os textos em elamita estão sempre acompanhados por textos em acádio e persa antigo, e parece que, nestes casos, os textos em elamita seriam inicialmente traduções dos textos em persa. É provável então que, embora o elamita tenha sido usado pelo governo da capital de Susã, não era uma língua de governo padronizada no resto do império. O uso do elamita não é atestado após 458 a.C.
Após a conquista da Mesopotâmia, o aramaico (tal como era utilizado naquele território) foi adotado como "veículo para comunicação escrita entre as diferentes regiões do vasto império, com seus diferentes povos e idiomas". O uso de uma língua oficial única, que os estudiosos modernos denominaram 'aramaico oficial' ou 'aramaico imperial', "teria contribuído enormemente ao sucesso espetacular dos aquemênidas em manter seu imenso império por tanto tempo quanto conseguiram.". Em 1955, o historiador e iranólogo americano Richard Frye questionou a classificação do aramaico imperial como uma "língua oficial", observando que nenhum edito que tenha sobrevivido até os dias de hoje atribui este status de maneira expressa e sem ambiguidade a um determinado idioma em particular. Frye reclassificou o aramaico imperial como "língua franca" dos territórios aquemênidas, sugerindo que a utilização do idioma pelos aquemênidas teria sido mais difundida do que se costumava acreditar. Diversos séculos após a queda do império, a escrita aramaica e o vocabulário do aramaico — na forma de ideogramas — sobreviveriam como as características essenciais do sistema de escrita pálavi.
Embora o persa antigo também apareça em alguns selos e objetos de arte, o idioma foi atestado primordialmente nas inscrições aquemênidas do Irã ocidental, sugerindo então que o persa antigo seria a língua comum daquela região. Já no reinado de Artaxerxes II, no entanto, a gramática e a ortografia das inscrições estava "longe da perfeição", sugerindo que os escribas que compuseram aqueles textos já haviam começado a se esquecer do idioma, e tinham que se basear em inscrições mais antigas, que eles acabaram em grande parte por reproduzir ipsis litteris.

### Costumes
Heródoto menciona que os persas eram convidados a grandes banquetes de aniversário, a que se seguiam diversas sobremesas, uma parte da refeição pela qual eles repreendiam os gregos por omitirem-na de suas refeições. Heródoto também comentou que os persas bebiam vinho em grande quantidade, utilizando-os até mesmo em seus conselhos, deliberando sobre assuntos importantes sob a influência da bebida, e decidindo no dia seguinte, quando estavam sóbrios, a respeito de como agir sobre a decisão tomada.

### Religião

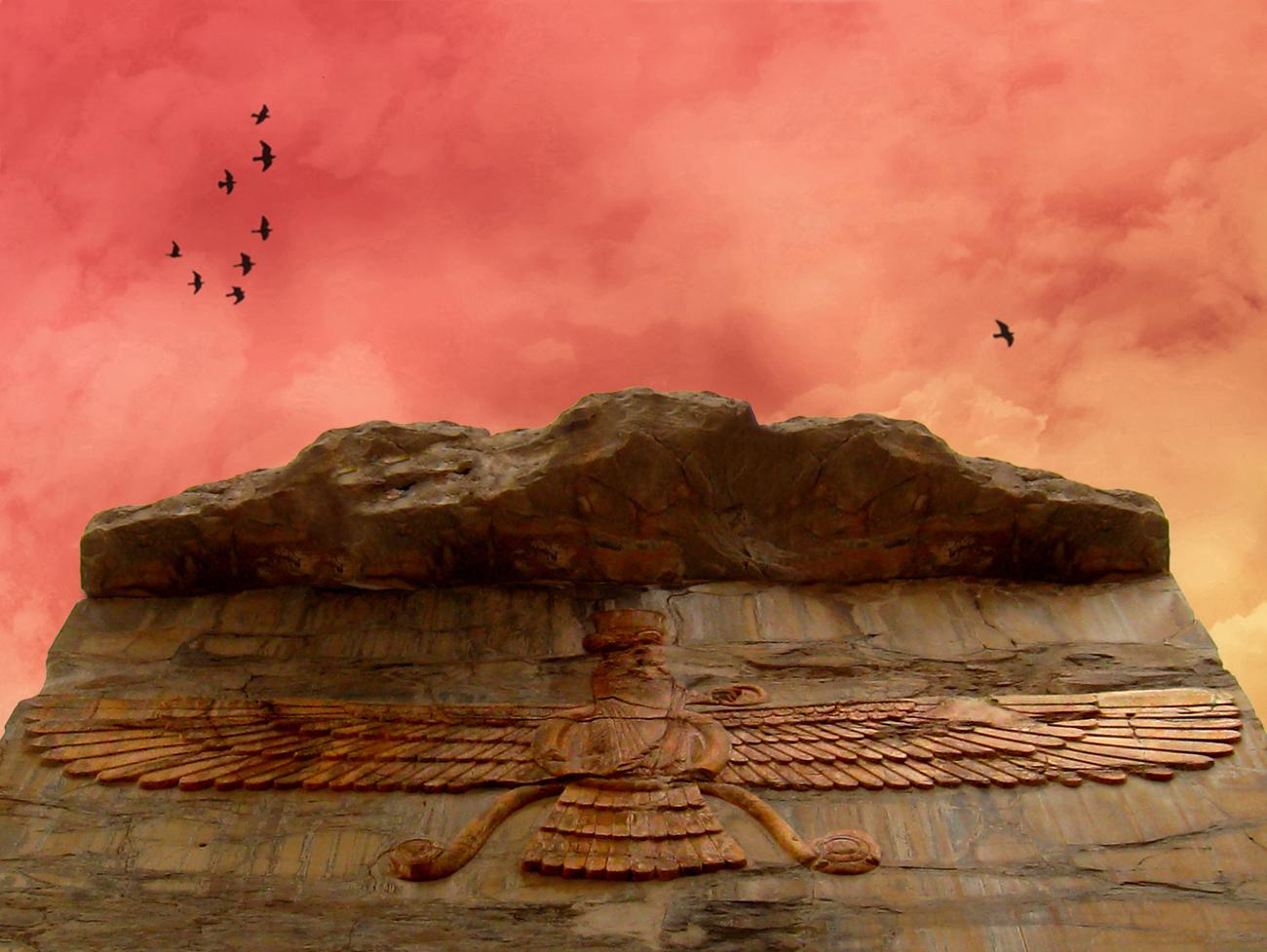
Baixo-relevo de Farvahar, em Persépolis, Irã

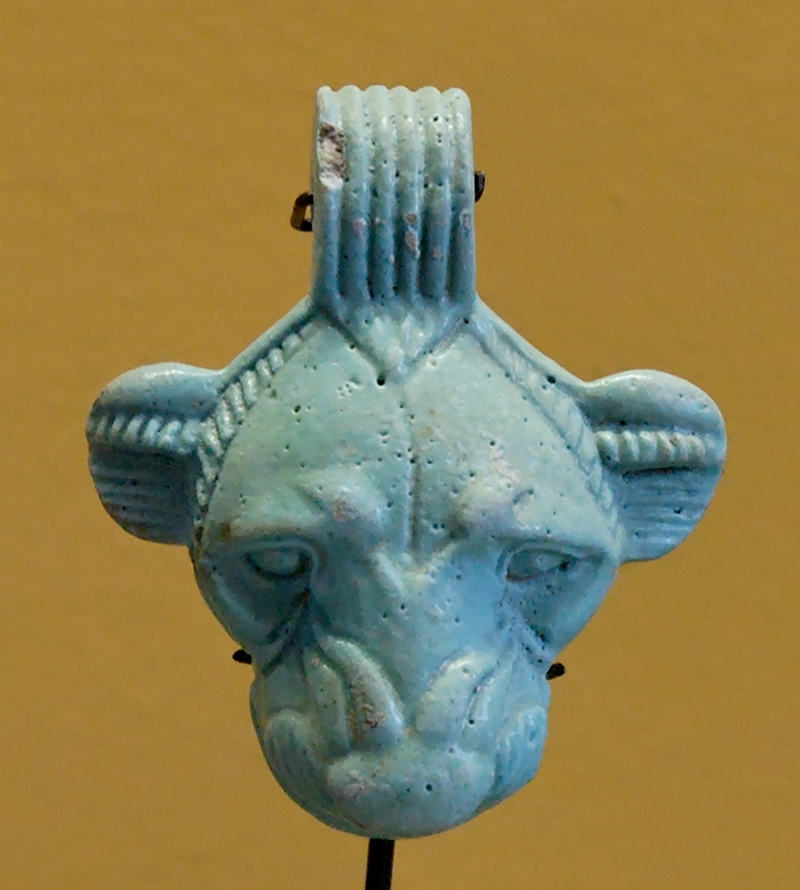
Imagem de uma leoa usada como pingente, fim do século VI-, de Susã. Departamento de Antiguidades Orientais, Museu do Louvre

Foi durante o período aquemênida que o zoroastrianismo alcançou o sudoeste do Irã, onde passou a ser aceito pelos governantes locais e, através deles, tornou-se um elemento definidor da cultura persa. A religião foi acompanhada não apenas uma formalização dos conceitos e divindades do panteão tradicional indo-iraniano, mas também por diversas novas ideias, incluindo a do livre arbítrio.
Sob o patrocínio dos reis aquemênidas, tornando-se a religião de facto do estado por volta do século V a.C., o zoroastrianismo alcançou todos os cantos do império. A Bíblia registra que Ciro, o Grande teria permitido o regresso dos judeus à sua terra natal após anos de cativeiro pelos impérios Assírio e babilônio.
Durante o reinado de Artaxerxes I e Dario II, Heródoto escreveu que "[os persas] não têm imagens de deuses, nem templos ou altares, e consideram a utilização destas coisas um sinal de loucura. Isto vem, creio, por eles não acreditarem que os deuses tenham a mesma natureza que o homem, como os gregos imaginam." Heródoto alega que os persas oferecem sacrifícios para "o sol e a lua, a terra, o fogo, a água e os ventos. Estes são os únicos deuses, cujo culto foi passado desde os tempos antigos. Num período posterior passaram a cultuar Urânia, que eles emprestaram dos árabes e assírios. Mílita (Mylitta) é o nome pelo qual os assírios conheciam esta deusa, chamada pelos persas de Anaíta." O nome original aqui seria Mitra, e desde então este trecho foi explicado como uma confusão feita pelo autor entre Mitra e Anaíta, justificável já que ambos eram cultuados no mesmo templo.
O sacerdote-acadêmico babilônio Beroso que, embora escrevendo mais de 70 anos depois do reinado de Artaxerxes II, registrou que o imperador havia sido o primeiro a fazer estátuas de divindades para serem cultuadas, e ordenou que elas fossem colocadas em templos nas principais cidades do império, confirmando assim o que havia dito Heródoto: "não constroem altares, acendem fogos, nem fazem libações." Esta frase vem sendo interpretada visando identificar uma adição crítica posterior relativa ao zoroastrianismo. O altar onde madeira é queimada e o serviço de Iasna, no qual libações são derramadas, são características marcantes do zoroastrianismo moderno, porém aparentemente estas práticas não haviam ainda sido desenvolvidas em meados do século V a.C.
Heródoto também observou que "nenhuma oração ou oferenda pode ser feita sem a presença de um mago", ou seja, um sacerdote zoroastriano. Pertenciam a uma casta hereditária de sacerdotes encontrada por todo o Irã ocidental, e embora não fossem originalmente associados a qualquer religião específica, eram responsáveis, tradicionalmente, por todos os serviços religiosos e rituais. Embora a identificação inequívoca dos magos com o zoroastrianismo tenha se consolidado mais tarde (no período sassânida, do século III ao VII d.C.), foi a partir do magus de Heródoto, do século V a.C., que o zoroastrianismo passou a ser alvo de modificações doutrinais que são conhecidas nos dias de hoje como revogações dos ensinamentos originais do profeta Zoroastro. Muitas das práticas rituais descritas pela Vendidade do Avestá, como a exposição dos mortos) também já eram praticadas pelos magos do período de Heródoto.

### Arte e arquitetura

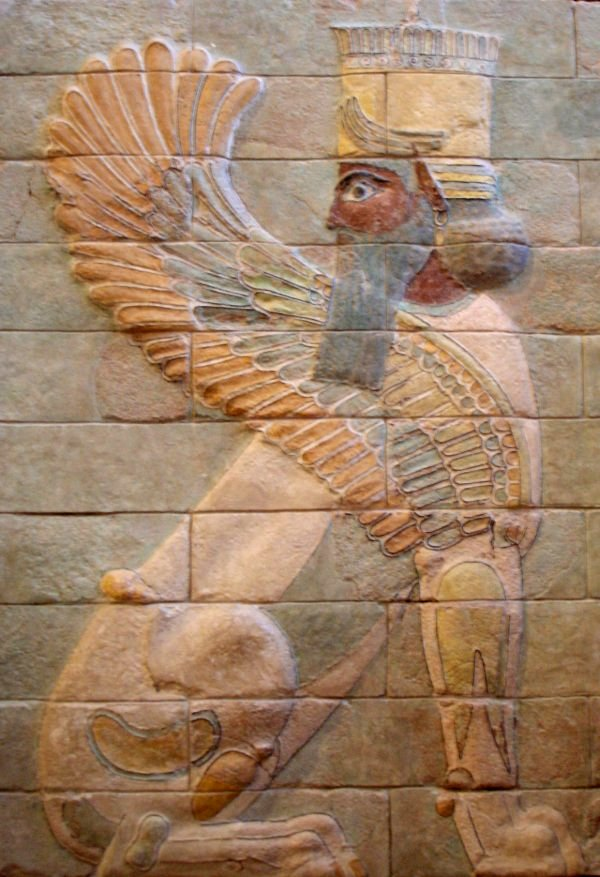
Esfinge alada do palácio de Dario, o Grande, em Susã. Atualmente no Museu do Louvre

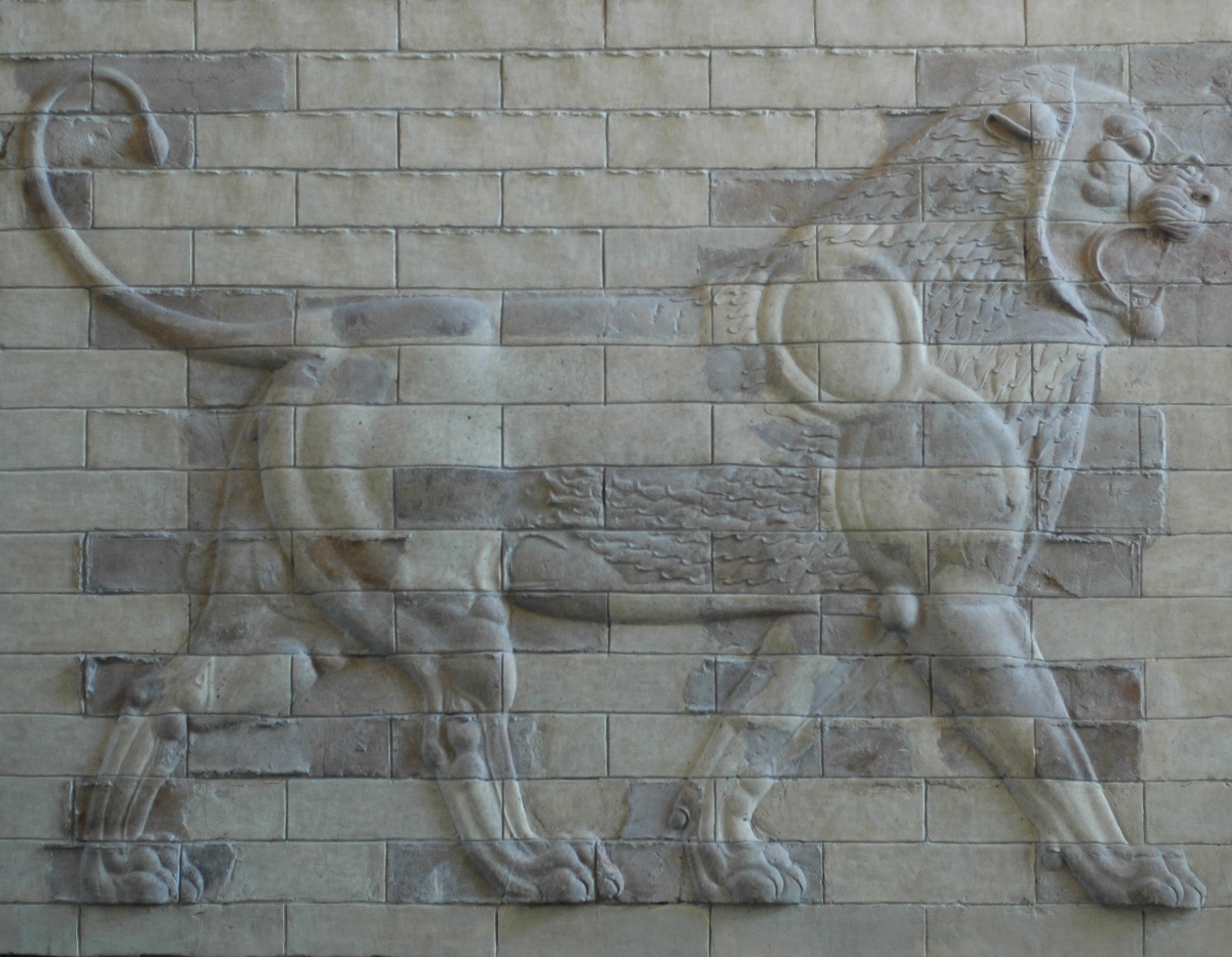
Leão em painel decorativo do palácio de Dario, o Grande. Louvre

Entre os feitos arquitetônicos dos persas aquemênidas está a construção de cidades espetaculares, utilizadas para o governo e para habitação, templos para culto e reuniões sociais, e mausoléus erguidos em homenagem aos reis mortos (como a Tumba de Ciro). A característica fundamental da arquitetura persa deste período era sua natureza eclética, que misturava elementos da arquitetura meda, assíria e greco-asiática, mas ainda assim mantinha uma identidade persa única.
Entre seus feitos artísticos estão intrincados relevos em frisos, trabalhos sofisticados em metais preciosos (como o Tesouro do Oxo), a decoração de seus palácios, alvenaria de tijolos esmaltados, delicadas obras de artesanato, jardinagem e decoração. É crítico para se compreender a arte aquemênida, no entanto, que embora os persas tenham absorvido técnicas de todos os cantos de seu império, ela não era apenas uma combinação de estilos, mas uma síntese deles que formou um estilo persa novo. Ciro, o Grande tinha, na realidade, uma extensa e antiga herança iraniana atrás de si; as ricas obras em ouro aquemênidas, que as inscrições sugerem terem sido uma especialidade dos medos, seguem a tradição das delicadas obras de metal da Idade do Ferro encontradas em Hasanlu, e as ainda mais antigas encontradas em Marlik.
Um dos exemplos mais notáveis tanto da arquitetura quanto da arte aquemênida é o grande palácio de Persépolis, a qualidade de seu detalhado acabamento aliada às suas grandes dimensões. Ao descrever a construção de seu palácio em Susã, Dario registra que:
| “ | […] madeira Yaka foi trazida de Gandara e da Carmânia. O ouro foi trazido de Sárdis e da Báctria […] pedras preciosas como o lápis-lazúli e a cornalina […] foram trazidas de Soguediana. A turquesa da Corásmia, a prata e o ébano do Egito, os ornamentos da Jônia, o marfim da Etiópia e do Sinde, e da Aracósia. Os canteiros que trabalharam a pedra eram da Jônia e de Sárdis. Os ourives eram medos e egípcios. Os homens que trabalharam a madeira eram de Sárdis e do Egito. Os homens que trabalharam os tijolos eram babilônios. Os homens que decoraram as paredes eram medos e egípcios. | ” |

Isto era arte imperial numa escala que o mundo não havia visto antes. Materiais e artistas eram trazidos de todo o império, e assim os gostos, estilos e motivos acabaram por se misturar numa forma de arte e arquitetura eclética que por sua vez se difundiu para o resto do império.

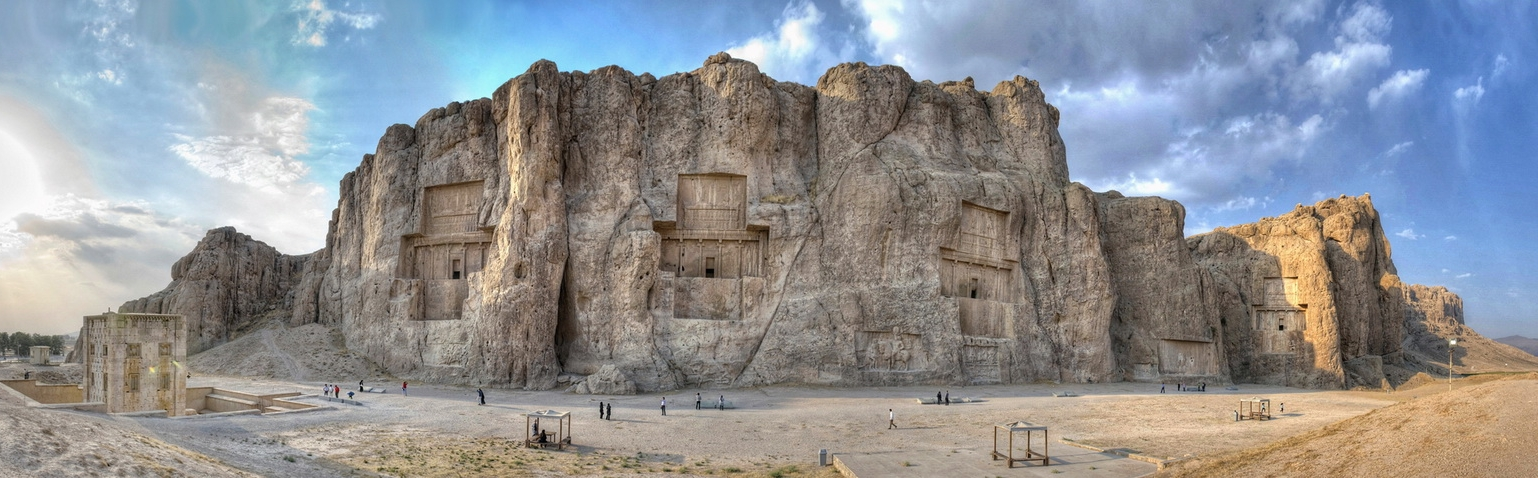
Visão panorâmica do Naqsh-e Rustam. Este sítio arqueológico contém as sepulturas de quatro reis aquemênidas, incluindo as de e

## Legado
O Império Aquemênida deixou uma impressão duradoura sobre a herança e a identidade cultural da Ásia e do Oriente Médio, e influenciou o desenvolvimento e a estrutura de vários impérios futuros. Os próprios gregos e, mais tarde, os romanos copiaram o que viam como os melhores aspectos do método com que os persas governavam o império, e acabaram por adotá-los.
O filósofo alemão Georg W. F. Hegel, em sua obra Lições sobre a Filosofia da História, apresenta o Império Persa como "o primeiro império a morrer", e seu povo como o "primeiro povo histórico" na história.
| “ | O Império Persa foi um império no sentido moderno — como o que existia na Alemanha, e aquele grande reino imperial sob o jugo de Napoleão; pois vemos que ele consistiu de diversos estados, que eram de fato dependentes, porém que mantiveram suas próprias individualidades, seus costumes, e suas leis. Os decretos gerais, que vigoravam da mesma maneira para todos, não violavam suas idiossincrasias políticas e sociais, mas até mesmo as protegiam e mantinham, de modo que cada uma das nações que constituía o todo tinha sua própria forma de constituição. Da mesma maneira que a luz ilumina tudo, dando a cada objeto uma vitalidade peculiar, o Império Persa se estendia sobre uma infinidade de nações, e dava a cada uma seu caráter específico. Algumas até mesmo tinham seus próprios reis; cada uma tinha seu próprio idioma, armas, modos de vida e costumes. Toda esta diversidade coexistia harmoniosamente sob o domínio imparcial da Luz […] uma combinação de povos no qual cada um era livre, pondo assim um fim à barbárie e à ferocidade com que as nações estavam habituadas a empreender suas contendas destrutivas. | ” |

Segundo o célebre orientalista americano Arthur Upham Pope (1881  1969), "o mundo ocidental tem uma dívida enorme a ser paga à civilização persa". Já o historiador e filósofo americano Will Durant, em um de seus discursos sobre a Pérsia e a histórica da civilização, diante da Sociedade Irã-América, em Teerã, 21 de abril de 1948, declarou:
| “ | Por milhares de anos os persas vêm criando beleza. Dezesseis séculos antes de Cristo, nestas regiões ou em seus arredores […] vocês vêm sendo aqui uma espécie de divisor de águas da civilização, despejando seu sangue, seu pensamento, sua arte e sua religião para leste e oeste, sobre o mundo […] Não preciso relembrar a vocês os feitos de seu período aquemênida. Foi então que, pela primeira vez na história conhecida, um império quase tão extenso quanto os Estados Unidos recebeu um governo ordenado, uma administração competente, uma rede de comunicações velozes, a segurança nos movimentos de homens e mercadorias por estradas majésticas, igualado, antes de nossos tempos, apenas pela Roma imperial em seu auge." | ” |

## Governantes aquemênidas

### Não atestados
- Aquêmenes

A evidência epigráfica para estes governantes não pode ser confirmada, e alguns autores consideram-nos invenção de Dario I
- Ariarâmenes, filho de Teispes e cogovernante juntamente com Ciro I
- Arsames, filho de Ariarâmenes e cogovernante com Cambises I

### Atestados
| Monarca    | Reinado (a.C.)                   | Consorte(s) | Obs. |
| ---------- | -------------------------------- | ----------- | --- |
| Teispes    | século VII                       |             | filho de Aquêmenes, rei de Ansã |
| Ciro I     | fim do século VII / início do VI |             | filho de Teispes, rei de Ansã |
| Cambises I | início do século VI              | Mandane     | filho de Ciro I, rei de Ansã |
| Ciro II    | c.550-530                        | Cassandana  | filho de Cambises I e Mandane – conquistou a Média em 550 a.C. Rei da Média, Babilônia, Lídia, Pérsia, Ansã e Suméria. Criou o Império Persa aquemênida. |

| Monarca           | Reinado (a.C.) | Consorte(s)                         | Obs. |
| ----------------- | -------------- | ----------------------------------- | --- |
| Cambises II       | 529-522        |                                     | filho de Ciro, o Grande e Cassandana. Conquistou o Egito.                                                                       |
| Bardia (Esmérdis) | 522            | Fedímia                             | Filho de Ciro, o Grande (o impostor Gaumata passou-se por ele).                                                                 |
| Dario I           | 521-486        | Atossa Artístone Pármis Fratagune   | genro de Ciro, o Grande, filho de Histaspes, neto de Arsames Seus exércitos foram derrotados na Batalha de Maratona, na Grécia. |
| Xerxes I          | 485-465        | Améstris                            | filho de Dario I e Atossa Sagrou-se vitorioso na Batalha das Termópilas, porém foi derrotado na Batalha de Salamina             |
| Artaxerxes I      | 465-424        | Damáspia Cosmartidene Alogina Ândia | filho de Xerxes I e Améstris |
| Xerxes II         | 424            |                                     | filho de Artaxerxes I e Damáspia                                                                                                |
| Soguediano        | 424-423        |                                     | filho de Artaxerxes I e Alogina; meio-irmão e rival de Xerxes II                                                                |
| Dario II          | 423-405        | Parisátide                          | filho de Artaxerxes I e Cosmartidene; meio-irmão e rival de Xerxes II                                                           |
| Artaxerxes II     | 404-359        | Estatira                            | filho de Dario II (ver também Xenofonte)                                                                                        |

No início do reinado de Artaxerxes II, em 399 a.C., os persas perderam o controle do Egito. Reconquistaram-no 57 anos mais tarde – em 342 a.C. – quando Artaxerxes III conquistou novamente aquele território.
| Monarca        | Reinado (a.C.) | Consorte(s) | Obs.                                                  |
| -------------- | -------------- | ----------- | ----------------------------------------------------- |
| Artaxerxes III | 358-338        | Atossa      | filho de Artaxerxes II e Estatira                     |
| Artaxerxes IV  | 338-336        |             | filho de Artaxerxes III e Atossa                      |
| Dario III      | 336-330        | Estatira I  | bisneto de Dario II derrotado por Alexandre, o Grande |